# Manuel Rodrigues (Rennfahrer)

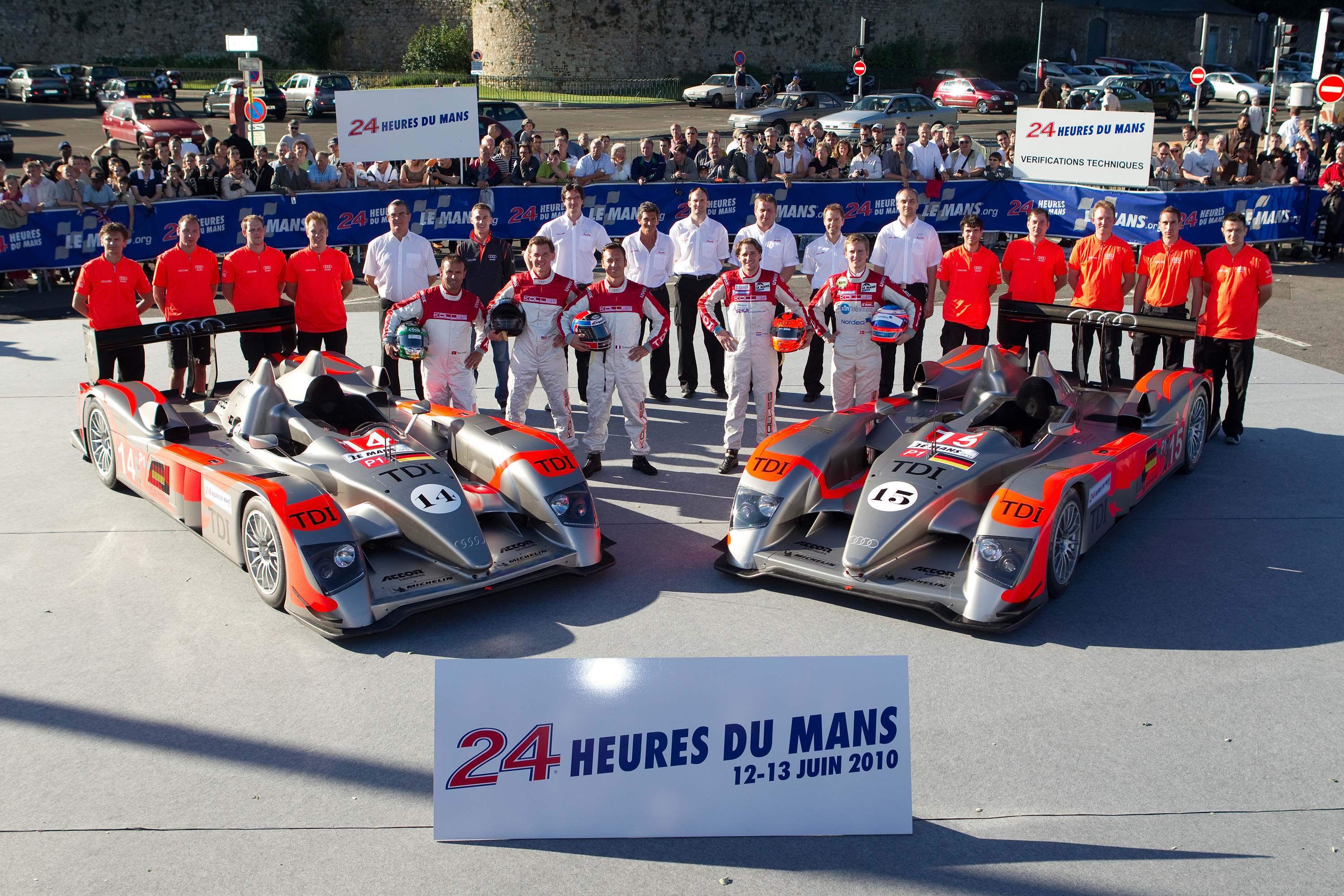
Das Kolles Team 2010 in Le Mans; von den fünf im Vordergrund stehenden Fahrern ist Manuel Rodrigues der dritte von links

Manuel Rodrigues (* 22. Oktober 1962 in Lissabon) ist ein französischer Autorennfahrer portugiesischer Abstammung.

## Karriere im Motorsport
Manuel Rodrigues begann seine Karriere im französischen GT-Sport. 2006 wurde er Gesamtzweiter im GT-Cup dieser Meisterschaft. In den 2010er-Jahren war er in unterschiedlichen Rennserien aktiv. Er ging im ADAC GT Masters und der FIA-GT3-Europameisterschaft an den Start; außerdem war bei einigen Rennen der European Le Mans Series gemeldet.
Fünfmal ging er beim 24-Stunden-Rennen von Le Mans ins Rennen. Sein Debüt gab er 2009 im Ferrari F430 GTC von JMB Racing. Gemeinsam mit Christophe Bouchut und Yvan Lebon erreichte er den 29. Rang in der Schlusswertung. Höhepunkt seiner Le-Mans-Einsätze war der Start im LMP1-Audi R10 TDI 2010. Das Rennen endete nach einem Unfall vorzeitig.

## Statistik

### Le-Mans-Ergebnisse
| Jahr | Team               | Fahrzeug                | Teamkollege        | Teamkollege       | Platzierung | Ausfallgrund |
| ---- | ------------------ | ----------------------- | ------------------ | ----------------- | ----------- | ------------ |
| 2009 | JMB Racing         | Ferrari F430 GTC        | Christophe Bouchut | Yvan Lebon        | Rang 29     |              |
| 2010 | Kolles             | Audi R10 TDI            | Christophe Bouchut | Scott Tucker      | Ausfall     | Unfall       |
| 2011 | JMB Racing         | Ferrari F430 GTE        | Nicolas Marroc     | Jean-Marc Menahem | Rang 27     |              |
| 2012 | JMB Racing         | Ferrari 458 Italia GTC  | Alain Ferté        | Philippe Illiano  | Rang 32     |              |
| 2013 | Larbre Compétition | Chevrolet Corvette C6.R | Cooper MacNeil     | Philippe Dumas    | Rang 41     |              |